# 접근성

장애인과 비장애인 간에는 접근성의 차이가 존재한다.

접근성(接近性) 또는 액세서빌러티(영어: accessibility)는 산업 디자인, 사용자 인터페이스 디자인, 건축, 시스템 공학, 인간공학 등의 분야에서 쓰이는 용어로, 사용자의 신체적 특성이나, 지역, 나이, 지식 수준, 기술, 체험과 같은 제한 사항을 고려하여 가능한 한 많은 사용자가 불편 없이 이용할 수 있도록 제품, 서비스를 만들어 제공하고 이를 평가 할 때 쓰이는 말이다. 접근성이 높다는 것은 이러한 제한 사항을 가진 사용자도 불편 없이 사용할 수 있다는 것을 뜻하며 접근성이 낮다는 것은 어떠한 제한 때문에 사용하기 불편하거나 사용할 수 없을 때를 말한다.
특히 웹 디자인 분야에서 월드 와이드 웹의 창시자인 팀 버너스 리는 "웹의 힘은 그 광범위함에 있다. 장애에 관계 없이 모든 사람이 접근할 수 있다는 것이 절대적인 장점이다."라고 말했다. 일부 사용자는 시각, 활동, 지각, 청각 등에 장애가 있으며 장애인들이 다른 사람들과 동등하게 웹 탐색을 하고 컴퓨터를 사용하여 여기서 얻을 수 있는 혜택을 고루 누릴 수 있도록 해야 한다. 그러기 위해서는 특수 마우스/키보드/스위치/조이스틱, 음성 인식, 눈동자 인식 등의 장치및 기술을 사용하기도 하며 글자 크기를 크게 하거나 명암 대비를 크게하는 등의 소프트웨어적 방법도 함께 사용한다.
마이크로소프트 윈도우 XP나 윈도우 비스타 이후의 운영 체제에서는 접근성을 "내게 필요한 옵션"으로 옮기기도 했다. 보조프로그램이나 제어판에서 이러한 항목을 사용할 수 있게 되어 있다.

## 접근성의 이유
1. 법률상의 이유
2. 윤리상의 이유
3. 공공봉사의 이유
4. 상업적인 이유
5. 공익적인 이유

## 같이 보기
- 저상버스
- 유니버설 디자인
  - 배리어 프리
- 휠체어
- 아동복지법
- 아동의 권리에 관한 협약
- 컴퓨터 접근성
- 웹 접근성